# 埃斯特雷马杜拉
埃斯特雷馬杜拉（西班牙語：Extremadura）為西班牙西部的一個自治區。它包含有卡塞雷斯省、巴達霍斯省。葡萄牙緊鄰其西界。首府為梅里達。
埃斯特雷馬杜拉土地面積為 41,634 km²，人口有 1,083,879。這是很多西班牙探險家和征服者的故乡。
该地区是西班牙能源转型和去碳化计划的中心，这要归功于大型太阳能发电厂的安装和锂矿开采许可证的发放。

## 人口
| 1842年-2017年埃斯特雷马杜拉自治区历史人口变化图 |
| ----------------------------------------------- |
|                                                 |
| 来源: INE                                       |

## 名人

### 探险家
- 瓦斯科·努涅斯·德·巴尔沃亚，率领一队欧洲人从美洲首次看见了太平洋[2]
- 埃尔南多·德·索托，1519年参加征服危地马拉[3]
- 埃爾南·科爾特斯，征服阿兹特克帝国[4]
- 弗朗西斯科·皮萨罗，征服印加帝國[5]
- 法蘭西斯科·德·奧雷亞納，亚马逊河全长探索者
- 佩德羅·德·巴爾迪維亞，第一任智利皇家總督[6]

### 文学艺术

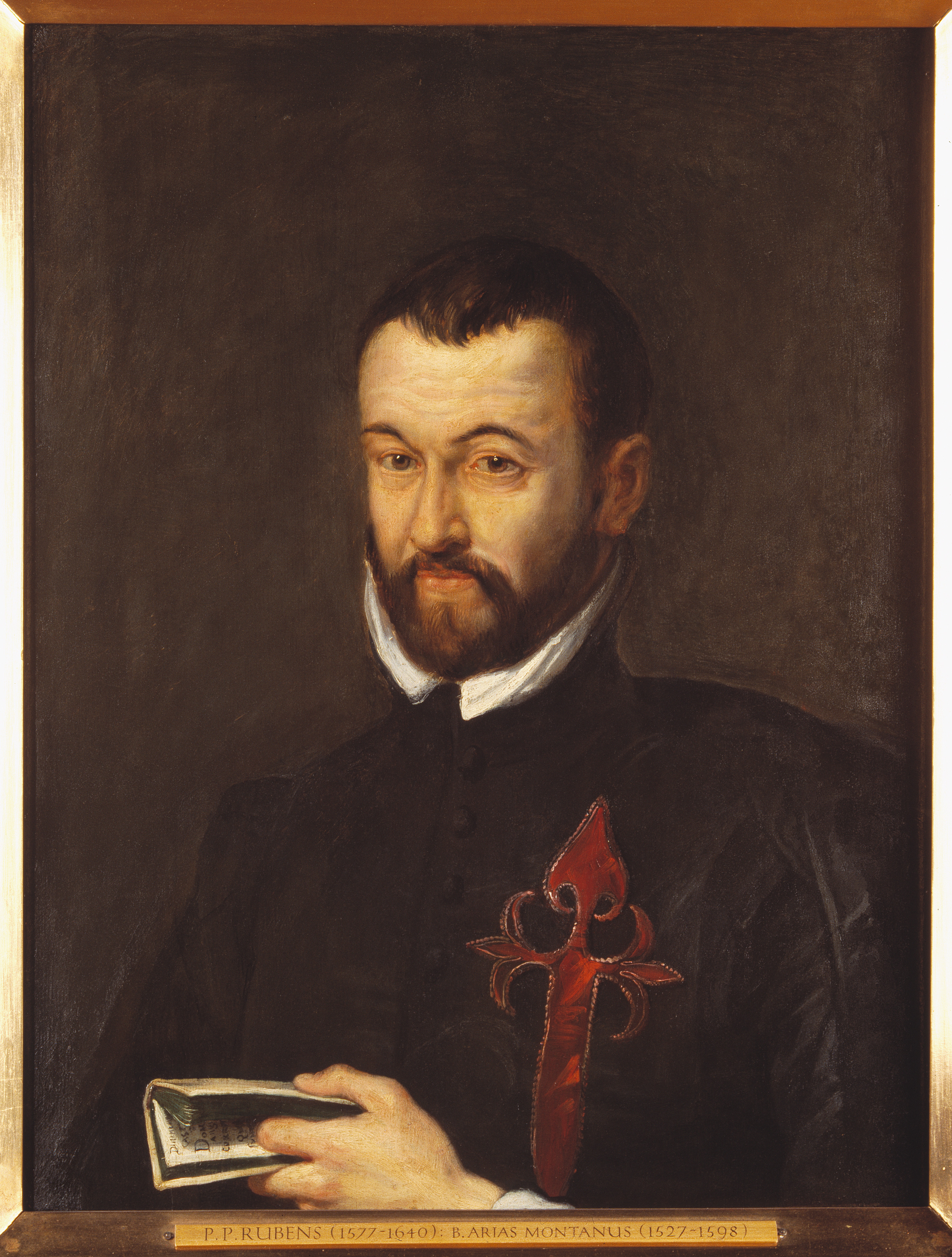
贝尼托·蒙塔托·阿里亚斯

- 弗朗西斯科·德·苏巴朗，画家

- 贝尼托·蒙塔托·阿里亚斯，哲学家，作家
- 何塞·德·埃斯普龍塞達，诗人

### 体育
- ，NBA球星
- ，前职业足球运动员
- ，前职业足球运动员
- ，前职业足球运动员，现教练
- ，前职业足球运动员，门将
- ，前职业足球运动员
- ，前职业足球运动员

## 教育
埃斯特雷马杜拉大学是该地的公立大学。